# جيسي ينغ
جيسي ينغ (بالإنجليزية: Jesse Young) مواليد 29 أبريل 1980 في بيتيربوروغ، هو لاعب كرة سلة كندي. بدأ مسيرته الاحترافية في سنة 2003. يبلغ طوله 6 قدم 10 بوصة (2.1 م). اعتزل اللعب في 2011.

## المسيرة الاحترافية
لعب مع جوفينتوت بادالونا في الدوري الإسباني من سنة 2004 إلى 2007، ثم لعب مع سي بي إستوديانتس في موسم 2007–2008، ثم لعب مع سي بي مورسيا في الدوري الإسباني في موسم 2008–2009، ثم لعب مع تيرامو باسكت في الدوري الإيطالي من سنة 2009 إلى 2011.

## روابط خارجية
- جيسي ينغ على موقع الاتحاد الدولي لكرة السلة (الإنجليزية)
- جيسي ينغ على موقع الدوري الأوروبي لكرة السلة (الإنجليزية)
- جيسي ينغ على موقع الدوري الإسباني لكرة السلة (الإسبانية)
- جيسي ينغ على موقع كرة السلة الأوروبية.كوم (الإنجليزية)
- جيسي ينغ على موقع كلية كرة السلة في سبورتس رفرنس.كوم (الإنجليزية)
- جيسي ينغ على موقع ريلجم (الإنجليزية)
- جيسي ينغ على موقع بروبوليرز (الإنجليزية)
- جيسي ينغ على موقع سبورتس رفرنس (الإنجليزية)